# Dorothy Vaughan (actrice)
Pour les articles homonymes, voir Vaughan.
Ne pas confondre avec la mathématicienne américaine Dorothy Vaughan (1910-2008).

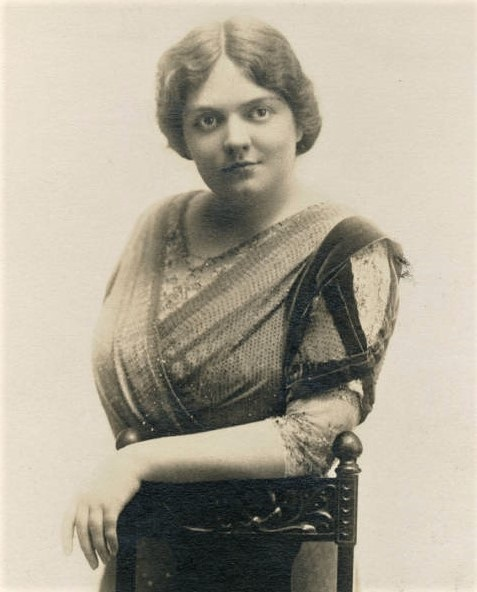
Photographiée en 1913

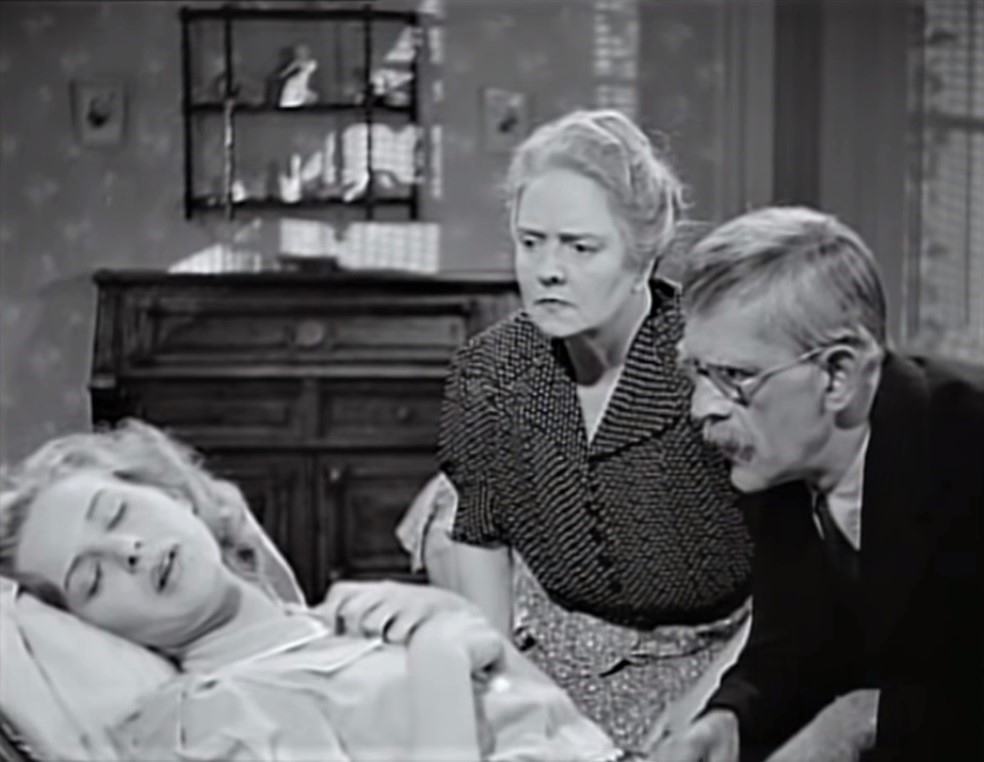
De g. à d. : Maris Wrixon, Dorothy Vaughan et Boris Karloff, dans Le Singe tueur (1940)

Dorothy Vaughan, née le 5 novembre 1890 à Saint-Louis (Missouri) et morte le 15 mars 1955 à Los Angeles (quartier d'Hollywood, Californie), est une actrice américaine (parfois créditée Dorothy Vaughn).

## Biographie
D'abord actrice de théâtre dès la fin des années 1900, notamment dans le répertoire du vaudeville, Dorothy Vaughan joue une fois à Broadway (New York) en 1944, dans la pièce Slightly Dangerous de Frederick J. Jackson (avec Janet Beecher et Jean De Briac).
Comme à Broadway, elle vient au cinéma sur le tard, contribuant à cent-quarante-quatre films américains, les deux premiers sortis en 1935, les deux derniers en 1952 (dont La Star de Stuart Heisler, avec Bette Davis et Sterling Hayden). Entretemps, mentionnons La Légion noire d'Archie Mayo et Michael Curtiz (1937, avec Humphrey Bogart et Dick Foran), Gentleman Jim de Raoul Walsh (1942, avec Errol Flynn et Alexis Smith), Honni soit qui mal y pense d'Henry Koster (1947, avec Cary Grant et Loretta Young), ou encore Le Grand Caruso (son antépénultième film, 1951, avec Mario Lanza et Ann Blyth).
À la télévision américaine, Dorothy Vaughan apparaît dans neuf séries entre 1949 et 1953 (année où elle se retire), dont The Lone Ranger (un épisode, 1950). Elle meurt en 1955, à 64 ans.

## Théâtre à Broadway (intégrale)
- 1944 : Slightly Scandalous de (et mise en scène par) Frederick J. Jackson, costumes d'Adrian : Jane

## Filmographie partielle

### Cinéma
- 1936 : Nick, gentleman détective (After the Thin Man) de W. S. Van Dyke : Charlotte
- 1937 : Le Petit Bagarreur (Hoosier Schoolboy) de William Nigh : Miss Hodges, l'institutrice
- 1937 : Stella Dallas de King Vidor : Martha
- 1937 : La Légion noire (Black Legion) d'Archie Mayo et Michael Curtiz : Mme Grogan
- 1937 : Marie Walewska (Conquest) de Clarence Brown : une aubergiste
- 1938 : Joyeux Compères (Cowboy from Brooklyn) de Lloyd Bacon : la grosse dame
- 1938 : Le Vantard (Boy Meets Girl) de Lloyd Bacon : la gouvernante de Happy
- 1938 : Pilote d'essai (Test Pilot) de Victor Fleming : la grosse dame
- 1939 : Frou-frou de Broadway (The Star Maker) de Roy Del Ruth : Mme Riley
- 1939 : On demande le docteur Kildare (Calling Dr Kildare) de Harold S. Bucquet : Mme Vaughan mère
- 1939 : Vers sa destinée (Young Mr. Lincoln) de John Ford : « Apple Pie » Baker
- 1939 : L'Homme au masque de fer (The Man in the Iron Mask) de James Whale : la sage-femme
- 1939 : Premier Amour (First Love) de Henry Koster : la servante Ollie
- 1940 : Une femme dangereuse (They Drive By Night) de Raoul Walsh : une gardienne à la salle d'audience
- 1940 : Kitty Foyle de Sam Wood : Mary, la seconde femme de ménage
- 1940 : Correspondant 17 (Foreign Correspondent) d'Alfred Hitchcock : la mère de Jones
- 1940 : Le Singe tueur (The Ape) de William Nigh : Mme Clifford mère
- 1941 : L'Entraîneuse fatale (Manpower) de Raoul Walsh : Mme Boyle
- 1941 : Toute à toi (Nice Girl?) de William A. Seiter : une commère
- 1941 : The Strawberry Blonde de Raoul Walsh : une vieille femme
- 1941 : Secret Evidence de William Nigh
- 1941 : Three Girls About Town de Leigh Jason : Mme McDougall
- 1942 : La Splendeur des Amberson (The Magnificent Ambersons) d'Orson Welles : Mme Johnson
- 1942 : Gentleman Jim de Raoul Walsh : « Ma » Corbett
- 1942 : Vainqueur du destin (The Pride of the Yankees) de Sam Wood : la propriétaire d'Eleanor
- 1942 : Lune de miel mouvementée (Once Upon a Honeymoon) de Leo McCarey : la mère de Katie
- 1944 : Les Aventures de Mark Twain (The Adventures of Mark Twain) d'Irving Rapper : Katie Leary
- 1944 : Le Fantôme de la Momie (The Mummy's Ghost) de Reginald Le Borg : Mme Blake
- 1944 : Casanova le petit (Casanova Brown) de Sam Wood : la cuisinière des Drury
- 1945 : L'Aventure (Adventure) de Victor Fleming : Mme Ludlow
- 1946 : The Bamboo Blonde d'Anthony Mann : « Mom »
- 1946 : Une fille perdue (That Brennan Girl) d'Alfred Santell : Mme Reagan mère
- 1947 : Le Maître de la prairie (The Sea of Grass) d'Elia Kazan : Mme Hodges
- 1947 : L'Œuf et moi (The Edge and I) de Chester Erskine : la vieille servante
- 1947 : L'Homme que j'aime (The Man I Love) de Raoul Walsh : Lucy
- 1947 : Honni soit qui mal y pense (The Bishop's Wife) d'Henry Koster : Delia
- 1947 : Des filles disparaissent (Lured) de Douglas Sirk : Mme Miller
- 1947 : La Dame de Shanghai (The Lady from Shanghai) d'Orson Welles : la vieille dame
- 1948 : La Fosse aux serpents (The Snake Pit) d'Anatole Litvak : une malade du pavillon 12
- 1950 : La Scandaleuse Ingénue (The Petty Girl) d'Henry Levin : la vieille servante chez Brush and Easel
- 1951 : Le Grand Caruso (The Great Caruso) de Richard Thorpe : la gouvernante de Louise
- 1952 : La Veuve joyeuse (The Merry Widow) de Curtis Bernhardt : une veille servante
- 1952 : La Star (The Star) de Stuart Heisler : la vieille Annie

### Télévision
- 1950 : The Lone Ranger (série), saison 2, épisode 14 D'une courte tête (One Jump Ahead) : Mme Whitcomb